# جیدین وانگ
جیدین وانگ (انگلیسی: Jadyn Wong؛ زادهٔ ۱۱ مهٔ ۱۹۸۹) بازیگر هنگ کنگی‌تبار اهل کانادا است. وی از سال ۲۰۰۶ میلادی تاکنون مشغول فعالیت بوده‌است.
از فیلم‌ها یا برنامه‌های تلویزیونی که وی در آن نقش داشته‌است، می‌توان به اسکورپیون و سوزنی در انبار زمان اشاره کرد.